# Musée d'Art de San Antonio
Le musée d'art de San Antonio (en anglais : San Antonio Museum of Art) est un musée situé à San Antonio au Texas (États-Unis)
Le musée est installé dans l'ancien bâtiment de la Lone Star Brewery depuis 1981. Il put voir le jour grâce au financement de l'Economic Development Administration of San Antonio, de fondations et d'hommes d'affaires.
Le musée se spécialise dans les collections du continent américain : art précolombien, colonial, latino-américain. Des œuvres américaines et européennes des XVIIIe, XIXe et XXe siècles y sont également exposées. Dans les années 1990, le musée s'enrichit de collections antiques égyptiennes, grecques et romaines, ainsi que d'une série de céramiques chinoises. Depuis 2005, le musée compte la plus importante collection d'art asiatique du Sud des États-Unis.

## Collections
La collection du musée est organisée en neuf sections:
- Art américain
- Art ancien de la Méditerranée
- Art de l'Asie
- Art contemporain
- Art européen
- Art de l'islam
- Art de l'Amérique latine
- Art de l'Océanie
- Art du Texas